# 北海道メイカーズ
北海道メイカーズは、2019年に北海道札幌市で開催された「食」と「ハンドメイド」に関するイベント。

## 外部サイト
- 北海道メイカーズ事務局

| サブスタブ | この項目は、まだ閲覧者の調べものの参照としては役立たない、書きかけの項目です。この項目を加筆・訂正などしてくださる協力者を求めています。このテンプレートは分野別のサブスタブテンプレートやスタブテンプレート（Wikipedia:分野別のスタブテンプレート参照）に変更することが望まれています。 |